# Luigi Pedrazzi
Luigi Pedrazzi (Bologna, 24 settembre 1927 – Crevalcore, 27 giugno 2017) è stato un politologo e giornalista italiano, voce del pensiero politico cattolico di centro-sinistra, politicamente vicino alla ex sinistra DC.

## Biografia
Frequenta a Bologna il liceo classico Luigi Galvani, dove stringe amicizia con alcuni ragazzi che poi avranno un ruolo anche nelle fasi successive della sua vita. Per ragioni generazionali, nessuno di loro combatte nella Seconda guerra mondiale: come Pedrazzi ricorderà molte volte, il loro antifascismo fu più nei pensieri che nelle azioni. Laureatosi all'Alma Mater in Filosofia con Felice Battaglia (con una tesi su Duns Scoto), vince una borsa di studio grazie alla quale frequenta (nel 1951-52) l'Istituto Italiano di Studi Storici di Napoli sotto la guida di Benedetto Croce.

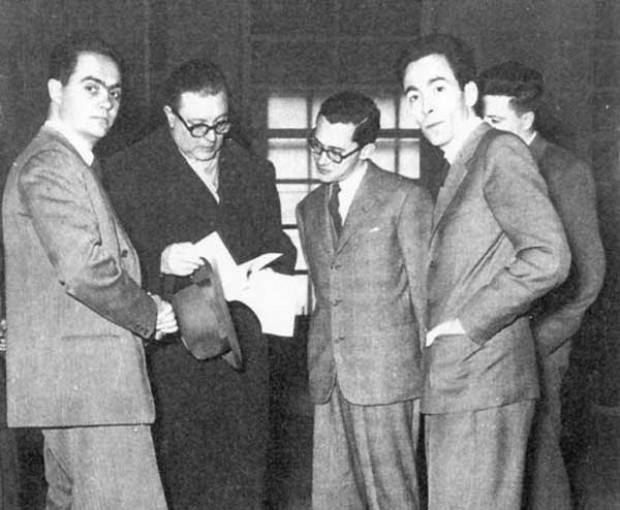
Luigi Pedrazzi (primo da sinistra) con Felice Battaglia, Nicola Matteucci, Antonio Santucci e Pier Luigi Contessi

Nel 1951 è tra i promotori della rivista il Mulino, di cui sarà direttore dal 1961 al 1965, e con la quale continuerà sempre a collaborare. Nata originariamente come “Quindicinale di informazione culturale e universitaria”, diventa pochi mesi dopo un “Mensile di attualità e di cultura”. Il gruppo dei fondatori è formato, oltre allo stesso Pedrazzi, da Fabio Luca Cavazza, Pier Luigi Contessi, Gianluigi Degli Esposti, Giuseppe Federico Mancini, Nicola Matteucci e Antonio Santucci. Nel 1954 sarà poi tra i fondatori della Società editrice il Mulino (da lui presieduta tra il 1965 e il 1970) e, successivamente, della omonima Associazione di cultura e politica (presieduta dal 2009 al 2011).
Parallelamente alle attività nel Mulino, negli anni cinquanta e sessanta insegna Filosofia nelle scuole superiori. Dal 1956 al 1960 è consigliere comunale a Bologna, eletto come indipendente nelle liste della Democrazia Cristiana guidata da Giuseppe Dossetti. Assieme a Dossetti fa parte in consiglio di quella "minoranza programmatica", che negli anni successivi imposterà un confronto costruttivo, improntato sulla qualità e il dialogo, con la maggioranza comunista e socialista. Nel 1965, avviandosi in città l'esperienza amministrativa dei Quartieri, viene nominato dal sindaco Guido Fanti "aggiunto" del sindaco nel quartiere Mazzini.
Nei primi anni settanta conduce per la Rai la trasmissione di approfondimento giornalistico Boomerang. Nel 1972 è in Calabria al seguito di Beniamino Andreatta, con alcuni giovani professori dell'Ateneo bolognese, per avviare l'Università della Calabria, a Rende, dove gli viene affidato il Centro televisivo – il primo esperimento di questo tipo in Italia – e il Corso di Tecnica del linguaggio televisivo.
Dà vita insieme ad altri intellettuali di area cattolica come Pietro Scoppola alla Lega Democratica ed è molto attivo sul fronte del «no» al Referendum sul divorzio; insieme a Ermanno Gorrieri e Luigi Macario è alla guida del gruppo di cattolici che si adopera per il mantenimento del divorzio al referendum abrogativo del 1974. Tra gli altri, oltre a Pedrazzi, ne fanno parte Pietro Scoppola, Leopoldo Elia, Raniero La Valle Romano Prodi, Giancarla Codrignani. Contrariamente ad altri, Pedrazzi non fa seguire un impegno politico diretto alla sua scelta, preferendo l’attività di commentatore e analista politico.
Nel 1975 fonda insieme ad Ermanno Gorrieri il quotidiano locale di opinione politica Il Foglio - dalla vita breve quanto intensa - che rompe il monopolio del Resto del Carlino di Girolamo Modesti. Il primo editoriale si intitola Perché sosteniamo Moro. Giudicato troppo moderato, provoca l'immediata riunione di redazione per protesta dei giornalisti. Come pubblicista scrive nel corso degli anni per vari giornali nazionali e locali (la Repubblica, Il Giorno, Il Messaggero, Il Mattino, Avvenire, di cui ha diretto Bologna Sette, l'inserto bolognese domenicale, Il Domani di Bologna).
A partire dalla seconda metà degli anni settanta, sempre all’interno delle attività del gruppo del Mulino, si dedica, in stretta collaborazione con Arturo Parisi, al rafforzamento del ruolo dell'Istituto Cattaneo (di cui sarà presidente fino al 1995) nel campo degli studi politici ed elettorali. Sempre attento ai temi della scuola e della formazione, dà vita alla rivista "Scuola e Professione".
Instancabile animatore di iniziative dal basso in ambito sia politico sia ecclesiale, promuove varie associazioni; una di queste (Icona) si occupa di dialogo cattolico-ortodosso nelle condizioni storiche di rapido cambiamento dovuto al crollo dei regimi dell'Est. Altre, come Questa Università Popolare, Ginnasio, o la Scuola della Pace di Sovere radunano persone interessate a esercizi di autoformazione politica. Costituisce anche, con alcuni amici giornalisti, Alfa Tape, per la produzione di libri e audiovisivi: il lavoro di maggior lena è senza dubbio la traduzione della Bibbia in lingua swaili. Al centro dei suoi interessi, oltre alle vicende della politica, c'è sempre anche la vita della Chiesa, a cui ha preso parte attivamente a livello sia parrocchiale (ad esempio come insegnante di catechismo) sia, nella stagione post-conciliare, partecipando agli organismi preposti alla valorizzazione del ruolo del laicato (Consigli pastorali).
Generalmente restio all'impegno politico diretto in termini partitici, partecipa alle battaglie referendarie al fianco di Mario Segni. Successivamente, accetta la nomina a vicesindaco di Bologna (1995) nella Giunta guidata da Walter Vitali, che dà vita a quella che è considerata l'anticipazione della futura coalizione dell'Ulivo, una stagione politica e culturale cui Pedrazzi partecipa a fianco di Romano Prodi. Nel ruolo di vicesindaco, in linea con l'atteggiamento di "uomo del dialogo" che ha caratterizzato tutte le sue attività, è particolarmente attivo nell'istituzione della Scuola di Pace di Monte Sole, nel rapporto con la comunità ebraica bolognese (Museo Ebraico) e nella concreta opera di aiuto alle popolazioni civili vittime della guerra nella ex Jugoslavia (gemellaggio Bologna-Tuzla). Cessato l’impegno amministrativo, continua a seguire la politica locale animando l'associazione Cittadini in Consiglio e pubblicando resoconti e riflessioni sui lavori del Consiglio comunale attraverso il periodico Il Raglio. Nel 2014 il Comune di Bologna gli conferisce l'Archiginnasio d’Oro, la massima onorificenza cittadina alle personalità che si sono distinte nel campo della cultura e della scienza.
I principi e i valori a cui si è sempre ispirata la sua multiforme attività, pur nella diversità dei tempi e delle situazioni, si possono rintracciare nei suoi numerosi scritti. Negli ultimi anni, mentre prosegue la sua attiva collaborazione alla rivista il Mulino, si dedica alla ricostruzione storica delle vicende che portarono al Concilio Vaticano II, alla riflessione sulla sua ricezione nei decenni successivi e alla sua riattualizzazione nel contesto presente.

## Opere
- La politica scolastica del centro sinistra, Bologna, Il Mulino, 1973.
- I cattolici e il divorzio, Bologna, Il Mulino, 1974.
- Mai di domenica: dall'esterno della DC, Bologna, Il Mulino, 1982.
- Cittadino italiano. Esercizi di autoformazione politica, Bologna, Il Mulino, 1993.
- Voglia di Ulivo. Pensieri e incontri dal 1943, Bologna, Il Mulino/Alfa Tape, 1996.
- Il mio vissuto eucaristico, Bologna, Il Mulino/Alfa Tape, 1997.
- L'Ulivocultore bolognese, Bologna, Il Mulino/Alfa Tape, 1998.
- Sette giorni a Sovere, Bologna, Il Mulino, 2002. ISBN 88-15-08962-4.
- Resistenza cattolica, Bologna, Il Mulino, 2006. ISBN 88-15-10869-6.
- Vaticano 2. in rete, comprende:
  -  Il nostro '58, Bologna, Il Mulino, 2010, ISBN 978-88-15-13762-3.
  -  Conservare le tradizioni: poteva bastare?, Bologna, Il Mulino, 2011, ISBN 978-88-15-14807-0.
  -  Migliorare e cambiare: come e perché, Bologna, Il Mulino, 2012, ISBN 978-88-15-23981-5.

## Citazioni
(Resistenza cattolica, Bologna, Il Mulino, 2006, p. 7)
(Il mio vissuto ecauristico, Bologna, Il Mulino/Alfa Tape, 1997, p. 16)
(Quanta farina nei sacchi del Mulino, intervista di Simonetta Fiori a Luigi Pedrazzi, la Repubblica, 1 aprile 2014)